# Kreis Wesel
Kreis Wesel är ett distrikt i den nordvästra delen av Nordrhein-Westfalen. Det tillhör regeringsdistriktet Düsseldorf och har 474 045 invånare.

## Infrastruktur
Genom distriktet går följande motorvägar: A3, A31, A40, A42, A57, A59.
Följande förbundsvägar går genom distriktet: B8, B57, B58, B70, B473 och B510.
1. ↑  hämtat från: tjeckiskspråkiga Wikipedia.[källa från Wikidata]
2. ↑  läs online, www.landesdatenbank.nrw.de .[källa från Wikidata]
3. ↑  hämtat från: tyskspråkiga Wikipedia.[källa från Wikidata]